# 渡邉ひかる
渡邉 ひかる（わたなべ ひかる、1994年2月15日 - ）は、日本の女優、タレント。SUPER☆GiRLSの元メンバー。
北海道出身（東京都出生）。WaVE所属。

## 略歴
3歳からバレエを習いはじめ、小学校時代にタップダンスを習う。札幌のアクターズスクール「Voice Works Sapporo」や「EXPG」に所属。EXILEのバックダンサーを務めたこともある。
2006年開催の『モーニング娘。HAPPY8期オーディション』3次審査進出。2009年開催のヤマハ主催『Music Revolution 2009』札幌エリアグランプリ。2010年6月12日、『avex アイドルオーディション 2010』に合格し、女性アイドルグループ「SUPER☆GiRLS」のメンバーとなる。
2018年10月1日、SUPER☆GiRLSからの卒業を発表。2019年1月11日開催の『SUPER☆GiRLS 超LIVE 2019 〜新たなる道へ〜』をもって卒業した。翌日から個人活動を始める。

## 人物
- 家族構成は父・母・妹の4人家族。1994年、東京で出まれ、1996年、家族で北海道へ移る。SUPER☆GiRLS結成後も北海道から通っていたが、仕事と勉強の両立をすべく2011年4月に上京した[14]。
- SUPER☆GiRLS時代のイメージカラー（超絶カラー）はシャンパンゴールド、公式ニックネーム「ぴかるん」[15]。キャッチコピーは、初期から2014年2月23日までが「ふわふわゆきん子 ぴかぴか笑顔の王様」[16]、以降は「時間の流れがみんなと別次元! 普段はゆる〜いGAP激熱パフォーマー」だった。
- 2012年7月22日に開催された『TBC開局60周年 震災復興支援イベントTBC夏まつり2012』では、SUPER☆GiRLSミニライブの構成を初めて担当した[17]。その後も2015年3月1日に開催された『SUPER☆GiRLS Special ONE day 〜Thank you 510〜』や同年5月から6月にかけて開催された『SUPER☆GiRLS LIVE 2015 5th Anniversary TOUR 〜SUPER☆CASTLE〜』の構成を志村理佳とともに担当し、以降はSUPER☆GiRLSのライブ・イベントの構成を溝手るかとともに担当した[18][19]。
- SUPER☆GiRLSの一部楽曲のコレオグラファーも担当しており、「クラムチャウダーが冷めちゃう月曜日」「Don't Stop The Party」（4thアルバム『SUPER★CASTLE』収録）、「いそいでアダム」（15thシングル「恋☆煌メケーション!!!」収録）、「新しい朝に吹く風は」（16thシングル「スイート☆スマイル」収録）、「It's only you」（17thシングル「汗と涙のシンデレラストーリー」収録）、「今、空は何色だろうか？」（31stシングル「とびきりだれより夏っぽいこと」収録）の振付をおこなっている[20][21][22][23][24]。また2016年11月6日放送「紺野、今から踊るってよ」（テレビ東京）でも、紺野あさ美と浅川梨奈に振付をおこなった[25]。
- ブログやTwitterでは独自の挨拶を作って使っている[26]。代表的な「にょす」は、おはようございます→おはす→おはにょす→にょす、と変化して生まれ[27]、「『よっ』みたいな感じでいつでも使える挨拶」と語っている[28]。なお、「おはにょす」が初めて使われたのは2011年5月20日[29]、「にょす」が初めて使われたのは2011年6月17日[30]。
- ラーメンを食べるのが好きで、ラーメン専門のInstagramを更新しているがそれが仕事に繋がり、『東京ラーメンショー2017』のスペシャルアンバサダーに就任した[31]。また、2018年には「つけめんTETSU」とのコラボレーション企画[32]、2019年には「肉汁中華ソバ 百年本舗」とのコラボレーション企画[33]、2020年には「麺屋宗」とのコラボレーション企画が行われた[34]。

## 作品

### 参加楽曲
- ジン ジン ジングルベル（2013年12月4日、トゥィンクルヴェール from SUPER☆GiRLS[注 1]名義）
- 『不思議の国のカンタータ2019』収録（2019年2月13日、カンタータ[注 2]名義）
  - 色を奏でるカンタータ
  - 泣き声混じりの空想歌
  - 空に描いた未来色
  - カナデの想い
- 『こんなベタなことが私におこるなんて』収録（2020年11月18日、Lovery harassment名義）
  - こんなベタなことが私におこるなんて
  - 君色ハラスメント
  - ロングティスタンス
  - コメディみたいにいかない

## 出演

### テレビ
- ぶらかるちゃ（2011年9月7日・14日、J:COM） - ラバーガールと共演
- 全力坂（2012年1月25日・30日、EX）
- スーパーアイドル突然訪問!ファンのお仕事体験記（2015年3月21日、TVQ九州放送）
- 真夜中のおバカ騒ぎ!（2018年10月4日 - 12月1日、千葉テレビ・TOKYO MX） - アシスタント
- サイキ道（2019年3月31日 - 2020年3月24日、不定期、EX） - リポーター

### ラジオ
- AV Music Channel 「SUPER☆GiRLS通信」（2011年1月5日 - 終了時期不詳、毎週土曜、エフエム北海道） - 勝田梨乃と共演
- SUPER☆GiRLS 渡邉ひかるの「にょすらじ！」[注 3]（2018年7月3日 - 、渋谷クロスFM） - 初の冠番組
- カンタータのラジオ（2019年8月26日（25日深夜）、ラジオ日本）[35]
- ラーメン大好き「山口あや の 麺食いラジオ」（2021年10月31日 - 12月26日、レインボータウンFM）
- ラーメン大好き麺活ラジオ（2021年1月9日 - 終了時期不詳、レインボータウンFM）

### 舞台
2017年
- ワイルドハニープロデュース『TERMINAL』（2017年1月18日 - 22日、新宿村LIVE） - 主演・町永ひかる 役[36]
- E-dess Project『王国』（2017年7月26日 - 30日、中野 ザ・ポケット） - 主演・丸山美波 役、振付[37]
- 宮崎理奈プロデュース公演『不思議の国のカンタータ 〜泣き声混じりの空想歌〜』（2017年11月22日 - 26日、新宿村LIVE） - メイリー 役[38]

2018年
- SANETTY Produce『Over Smile』（2018年9月14日、CBGKシブゲキ!!） - ウェイトレス 役（日替わりゲスト）[39]
- 宮崎理奈プロデュース公演『不思議の国のカンタータ2019』（2019年2月13日 - 17日、CBGKシブゲキ!!） - メイリー 役[40]

2019年
- Otona Project 第二十二弾 演劇ユニット「爆走おとな小学生」第八回全校集会『舞台版「魔法少女（？）マジカルジャシリカ」☆第壱磁マジカル大戦☆』（2019年3月13日 - 17日、シアターサンモール） - ブラジリアンキャンペーン 役[41]
- Otona Project 第二十四弾 演劇ユニット「爆走おとな小学生」第十回全校集会『初等教育ロイヤル』（2019年5月29日 - 6月2日、全労済ホール／スペース・ゼロ） - 吉田さん 役（東京公演）[42]
- 少年Komplex第二回公演『進学！Hi! SCHOOL!!』（2019年7月3日 - 7日、コフレリオ新宿シアター） - ヒロイン・梅ヶ丘まきは 役
- 第7回 東出有貴プロデュース舞台『奏心〜最強と謳われた剣士〜』（2019年8月3日 - 5日、中目黒キンケロ・シアター） - ヒロイン・春花 役
- patisserie maison 3110 presents『おおばかもの〜ふくらめ！私のイースト菌〜』（2019年10月31日 - 11月4日、浅草花劇場） - 西田 役[43]
- GRASP produce vol.23 UZR短編作品集『GIFT』（2019年11月20日 - 25日、ラビネスト）[44]
- JPR BUFF プロデュース公演『Wells-魔女と夜明けの星-』（2019年12月21日 - 29日、新宿村LIVE） - 主演・アルバ 役[45]

2020年
- アリスインプロジェクト『DANCE! DANCE!DANCE! -DARK DUNGEON Ver.-』（2020年1月30日 - 2月9日、シアターKASSAI） - 斑鳩命 役（日替わりゲスト）[46]
- VACAR ENTERTAINMENT『チェンジオブワールド』（2020年3月6日 - 16日、シアターグリーン BOX in BOX THEATER） - 内田智子 役（Aチーム）[47]
- OPEN MIC PROJECT バーチャルシアターリーディング公演『楽屋』（2020年6月6日、ZAIKO有料配信） - 女優B 役[48]
- ツツシニウム #5『フスマノオトン』（2020年7月29日 - 8月2日、シアターKASSAI） - 菜緒 役
- 『贈られた命-此処に産まれた意味-』（2020年9月15日 - 22日、d-倉庫） - 大野木春 役
- READING LIVE DREAM 〜in 2020 October〜『描き続ける、白紙の先へ』（2020年10月9日 - 18日、ウッディーシアター中目黒） - あいか 役（Wキャスト）
- Otona Project 第三十一弾 演劇ユニット「爆走おとな小学生」第一回PTA会議『パニッシュメントクレイン』（2020年10月29日、アトリエファンファーレ高円寺） - 渡辺さん 役（日替わりゲスト）
- 宮崎理奈プロデュース公演2020『MIX! こんなベタなことが私におこるなんて』（2020年11月18日 - 23日、CBGKシブゲキ!!） - チハル 役

2021年
- VACAR ENTERTAINMENT『学園事変』（2021年1月5日 - 10日、d-倉庫） - 早乙女悦子 役[49]
- 平成トイボックス『さよならRADIO 2021』（2021年3月26日 - 31日、GOTANDA G2） - 主演・尾崎華 役[注 4]
- ACTMENT PARK『From Broadway with Love〜ブロードウェイより愛を込めて〜』（2021年6月2日 - 6日、CBGKシブゲキ!!） - ジェニー 役（Wキャスト）
- TOMOIKEプロデュース『詐欺パパ』（2021年7月15日 - 19日、駅前劇場） - 白川友里 役
- メイホリックシアター05『嘘つきの世界』（2021年9月23日 - 26日、CBGKシブゲキ!!） - シロ 役[51]
- 『あの子はあの日、あそこに座ってた。』（2021年10月12日 - 17日、d-倉庫） - 七海 役（Wキャスト）
- OG-3works Vo.3『隠密お麟に出来ぬ事なし。』（2021年12月9日 - 13日、シアターKASSAI） - 無明 役

2022年
- 札幌演劇シーズン2022-冬 パインソー公演『ワタシの好きなぼうりょく』（2022年2月2日・5日、札幌市教育文化会館小ホール） - 大川 役（Wキャスト）[52]
- Daisy times produce『リバース・ワールド』（2022年3月16日 - 20日、中野 ザ・ポケット） - ステラ 役
- 第12回 東出有貴プロデュース舞台『Legendary Treasure』（2022年5月4日 - 8日、上野ストアハウス） - ノミ 役
- ツツシニウム #7『バカの声』（2022年7月1日 - 10日、キーノートシアター） - 夏帆 役（トリプルキャスト）
- CRUSH KITCHEN ENTERTAINMENT vol.2『the Selected World』（2022年8月3日 - 8日、シアターグリーン BIG TREE THEATER） - シックス 役
- 劇団バルスキッチン第21回公演『ほぼほぼ心霊スポット』（2022年9月14日 - 19日、バルスタジオ） - 長嶋由衣 役
- img Act4『放課後に星はみえるか』（2022年10月19日 - 23日、新宿シアターモリエール） - 双葉侑子 役[53]
- ツツシニウム #8『法螺噺 アオイトリ』（2022年11月16日 - 20日、上野ストアハウス） - ペンネラ 役
- mediterranean lily and fever vol.2『7DAYS-特殊能力捜査班-』（2022年12月21日 - 25日、萬劇場） - ジュリア 役
- UZR第六回本公演『幾星霜、響く鐘』（2022年12月26日、サンモールスタジオ） - 日替わりゲスト

2023年
- T-gene 舞台『嘘つき』（2023年1月18日 - 22日、すみだパークシアター倉） - 佐藤ミナコ 役
- 劇団バルスキッチン第25回公演『どぎまぎメモリアル』〜まぎまぎブルーバージョン〜（2023年4月5日 - 9日、バルスタジオ） - 藤浪詩織 役
- ラジカルアクションショー『らじかるカセット』（2023年6月9日 - 11日、ウエストエンドスタジオ）
- Bee×Piiぷろでゅーすvol.1『Hey ばあちゃん！テレビ点けて！』（2023年6月28日 - 7月2日、新宿スターフィールド） - 山田 役
- END es PRODUCE 舞台企画Vol.2『N-ull land 〜零の世界〜』（2023年8月9日 - 13日、シアターグリーン BIG TREE THEATER） - 希 役
- 劇団フルーツバスケット オリジナルミュージカル特別公演『オズの魔法使い』『新オズの魔法使い』（2023年8月18日・19日、かでるアスビックホール） - グリンダ 役
- 舞台『志立彩色女学院アイドル科』（2023年9月13日 - 18日、バルスタジオ） - 島田寛子 役
- OYUUGIKAIプロデュース Vol.3『OYUUGIKAI 2023』（2023年10月5日 - 9日、シアターグリーン BOX in BOX THEATER） - お母さん 役 / 魔女 役
- 朝劇『恋の遠心力』（2023年11月12日、NOS Bar&Dining 恵比寿） - ゲスト
- OG-3 works Vo.5『噂噺 怪奇超常探偵叢書』（2023年12月6日 - 10日、萬劇場） - メイ 役

2024年
- 『菅生ゼミ休講のお知らせ 4期』（2024年3月16日 - 24日、新宿スターフィールド） - 橙山 役（Wキャスト）
- 第20回 東出有貴プロデュース記念公演『GOLDEN SOUL』（2024年4月11日 - 14日、ウエストエンドスタジオ） - 九尾 役 / 月野ネズミ 役
- 劇団6番シード第78回公演『Life is Numbers』（2024年5月3日 - 8日、萬劇場） - 五日市有紀 役
- 劇団虚幻癖 #37 番外公演『GHOST MIX V』（2024年6月12日 - 16日、築地本願寺ブディストホール） - ヒロイン・早乙女ジュリア 役[54]
- Providence Stage vol.5『KIHIKARI』（2024年8月15日 - 19日、赤坂RED/THEATER） - 鈴木ユイ 役
- 劇団バルスキッチン第36回公演 第36回池袋演劇祭参加作品[注 5]『商店街グランドリオン』（2024年9月11日 - 16日、シアターグリーン BIG TREE THEATER） - リオン 役[56]
- はらみか×渡邉ひかるプロデュース『水鏡の真実-御泉花守探偵の事件録-』（2024年11月1日 - 4日、ステージカフェ下北沢亭） - 都香丸子 役・安浦吉之丞 役（Wキャスト）
- ヅカ★ガール輪廻公演『ヴァルハラ・ワルツ』（2024年12月5日 - 8日、シアターグリーン BIG TREE THEATER） - レディ・オー 役（Wキャスト）[57]
- Poppin'Showerプロデュースvol.2『星空ハーモニー2024』（2024年12月27日、シアターグリーン BIG TREE THEATER） - 日替わりゲスト

2025年
- C2機関「艦これ」舞台2025『突入！礼号作戦1944』presented by avex live creative inc.（2025年2月22日 - 3月2日、Club eX） - 深海棲艦 深海歌姫α 役
- 若林哲行プロデュース『あゝ大津島 碧き海』（2025年4月2日 - 6日、座・高円寺2） - 田村悦子 役（Wキャスト）
- 劇団オモテナシ『令和7年 春』（2025年5月8日 - 17日、CBGKシブゲキ!!） - 禿 役（第2部）[58]
- H・S・B presents カガミ想馬プロデュース『イリクラ〜Iridescent Clouds〜2025』（2025年8月15日 - 19日、シアターグリーン BIG TREE THEATER） - 木暮摩季 役

中止
- 舞台『かいけつゾロリとなぞのスパイ・ローズ』（東京公演：2019年9月7日・8日、シアター1010 / 安城公演：9月14日、安城市民会館 / 豊橋公演：9月15日、アイプラザ豊橋 / 成田公演：9月28日、成田国際文化会館 / 久喜公演：9月29日、久喜総合文化会館 / 名古屋公演：10月5日、名古屋市公会堂 / 大阪公演：10月6日、フェニーチェ堺） - ルドジ役だったが体調不良により降板した[59]。
- 第10回 東出有貴プロデュース舞台『Catastrophe』（2020年4月15日 - 17日、座・高円寺2） - 新型コロナウイルス感染症流行の影響により中止となった。
- 舞台劇『THRee'S』（2021年8月25日 - 31日、シアター1010） - 新型コロナウイルス感染症流行の影響により中止となった[60]。

### イベント
- ラジオ日本/SANETTY Produce主催 宮崎理奈プロデュース『カンタータ THE LIVE』（2019年7月20日、ラジアントホール）[35]
- 奏心〜SPECIAL LIVE〜（2019年8月6日、代アニLIVEステーション）
- オトニワ!（2019年8月18日・9月22日、大塚ドリームシアター / 2020年3月25日、新宿ハイジアv-1） - ゲスト・アシスタントMC
- 東出有貴 ワンマンLIVEツアー2019（2019年10月17日、キャンディライオン） - ゲスト
- ツインテール vol.1（2019年11月13日、大塚ドリームシアター）
- オトニワ!〜2019・年末大忘年会SP〜（2019年12月30日、中野twl）
- オトニワ! 新年会（2020年1月18日、中野シアターかざあな） - アシスタントMC
- 渡邉ひかる 26th BIRTHDAY PARTY（2020年2月16日、Naked Loft）
- たかな小屋ワンマンライブ（2020年3月22日、野方区民ホール） - ゲスト
- 気がついたら27歳だった件。〜渡邉ひかる27th BirthDayParty〜（2021年4月18日、Asagaya/Loft A）[61]
- 渡邉ひかる★石丸千賀コラボイベント〜本日限定！夏祭り！〜（2021年8月9日、新宿ロフトプラスワン）
- 図ったん×ひょったん vol.7（2021年10月24日、バルスタジオ）
- イメパ!!（2022年5月29日・7月16日・12月27日・2023年3月11日・2024年11月9日・2025年2月9日、ステージカフェ下北沢亭）
- 天竺生地（2023年1月29日・3月4日、バルスタジオ）
- 渡邉ひかるラスト20代だってよ!! 〜みんな集まれ！29thバースデーパーティ〜（2023年2月19日、πTOKYO）
- 蜂巣祭〜2023春の陣〜（2023年11月3日 - 5日、赤坂CHANCEシアター）
- BIRTHDAY EVENT「渡邉ひかる三十路だってよ！」（2024年2月23日、Naked Loft Yokohama）
- 東出有貴 芸歴20周年記念LIVE「ONE TIME ONLY」（2024年10月4日、amHALL / 10月5日、高松MONSTER）
- C2機関「艦これ」公式新春Live! 2024「Chinjufu New Year Live! 2024 in YOKOHAMA Minato Mirai」（2024年1月3日、パシフィコ横浜 国立大ホール）- Johnston 役
- C2機関「ちんじゅふ。艦娘Special Live in 呉鎮守府2024」（2024年10月13日、呉信用金庫ホール） - Johnston 役
- 渡邉ひかる31歳バースデーバーイベント（2025年2月16日、Dinning Bar B-glad）

### ネット配信
- それいけ!ひかるちゃん（2014年2月 - 6月 、YouTube）
- マヨバカ学園（2018年6月26日・7月10日・9月7日・10月9日、マシェバラ） - MC
- インタラクティブドラマ「mimiC」アプリ（2020年12月18日、dramabase） - 主役[62]

### その他
- 『東京ラーメンショー2017』スペシャルアンバサダー（2017年）
- 「肉汁中華ソバ 百年本舗」秋葉原総本店2代目イメージガール（2019年）
- 「麺屋宗」グループ初代イメージガール（2020年）

## 書籍

### 写真集
- 渡邉ひかる CARDGRAVURE COLLECTION（2012年11月8日、東京ニュース通信社）[63]

### カレンダー
- 渡邉ひかる（SUPER☆GiRLS）カレンダー 2013年（2012年10月17日、ハゴロモ）